# Cladiella bottai
Cladiella bottai är en korallart som först beskrevs av Tixier-Durivault 1943.  Cladiella bottai ingår i släktet Cladiella och familjen läderkoraller. Inga underarter finns listade i Catalogue of Life.